# 9К55
9К55 «Град-1» — советская полковая реактивная система залпового огня, созданная на базе РСЗО 9К51 «Град».

## История создания
Работа по созданию системы «Град-1» была начата по постановлению Совета министров СССР № 71-26 от 21 января 1970 года. Главным разработчиком системы было назначено НПО «Сплав». Разработка боевой машины была поручена Государственному конструкторскому бюро компрессорного машиностроения под руководством главного конструктора А. И. Яскина. В 1976 году РСЗО 9К55 была принята на вооружение.

## Описание конструкции
Основным предназначением 9К55 является оснащение полковых подразделений морской пехоты. Система способна подавлять живую силу противника и уничтожать небронированную технику и бронетранспортёры в районах скопления вражеских подразделений. В состав системы 9К55 входят:
1. Боевая машина 9П138;
2. Транспортная машина 9Т450;
3. Неуправляемые реактивные снаряды 9М28Ф;
4. Комплект со специальным арсенальным оборудованием 9Ф380.

### Боевая машина 9П138
Боевая машина 9П138 представляет собой облегчённую версию БМ-21. В качестве базы используется грузовой армейский автомобиль ЗИЛ-131. На грузовой платформе автомобиля установлен станок с пакетом из 36 направляющих. В задней части платформы находятся откидные упоры с двумя амортизаторами, для поглощения раскачки при ведении огня.
В номенклатуру боеприпасов входят следующие типы снарядов:
1. 3М16 — реактивный снаряд с кассетной головной частью, в составе головной части находятся 5 противопехотных мин ПОМ-2;
2. 9М28К — реактивный снаряд с кассетной головной частью, в составе головной части находятся 3 противотанковые мины ПТМ-3;
3. 9М28С — реактивный снаряд с отделяемой зажигательной головной частью;
4. 9М28Ф — реактивный снаряд с отделяемой фугасной головной частью.

Заряжание машины производится вручную, либо с грунта, либо из транспортно-заряжающей машины 9Т450. Благодаря более низкой посадке пакета с направляющими, процесс заряжания существенно облегчён. Полный цикл перезарядки составляет от 12 до 15 минут. Пуск может осуществляться как одиночными выстрелами, так и залпом с как из кабины, так и с выносного пульта на расстоянии до 60 метров от машины. Механизмы наведения ручные. Станок может наводиться в горизонтальной плоскости без перестановки шасси в диапазоне углов от −60° до +60°, а в вертикальной — от 0° до +55°.

### Транспортная машина 9Т450
Для перевозки боеприпасов, могут использоваться как грузовики ЗИЛ-130, ЗИЛ-157К или Урал-4320 с комплектом стеллажей РСЗО, так и транспортная машина 9Т450 с комплектом стеллажей, выполненная также на базе ЗИЛ-131 и принятая в 1983 году на вооружение. Для ведения ночных боевых действий машина оснащается прибором ночного видения ПНВ-57Е. Радиосвязь обеспечивается с помощью УКВ-радиостанции Р-108М.

## Модификации
- 9К55 «Град-1» — колёсный вариант с боевой машиной 9П138 и транспортной машиной 9Т450
- 9К55-1 «Град-1» — гусеничный вариант с боевой машиной 9П139 на базе самоходной гаубицы 2С1 «Гвоздика» и транспортно-заряжающей машиной 9Т451 на базе многоцелевого гусеничного транспортёра МТ-ЛБу «Маргаритка».

## На вооружении

### Современные операторы
- Россия:
  - Сухопутные войска России — 200 9П138 на хранении, по состоянию на 2024 год[3]. Применяются в ходе войны.[4][5]
- Туркменистан — 18 9П138, по состоянию на 2024 год.[3]
- Узбекистан — 24 9П138, по состоянию на 2024 год[3]

### Бывшие поераторы
- СССР
  -  Беларусь — 5 9П138, по состоянию на 2010 год[6]. По состоянию на 2024 на вооружении не числятся[3]
  -  Казахстан — количество и статус неизвестны[2]. По состоянию на 2024 на вооружении не числятся[3]
  -  Украина — 18 9П138, по состоянию на 2016 год[7]. По состоянию на 2024 на вооружении не числятся[3]

## Боевое применение
1. Афганская война (1979—1989) — применялись советскими войсками[2].
2. Вторжение России в Украину (2022—н.в.) — применялись ВС РФ[8] и ВСУ.[9]

## Музейный экземпляры
- Россия:
  - Музей техники Вадима Задорожного в Московской области;
  - В Военно-историческом музее Восточного (Дальневосточного) военного округа в Хабаровске;
  - В Музее военной техники УГМК в Верхней Пышме Свердловской области[10].

## Фотогалерея

Град-1 с поднятыми направляющими
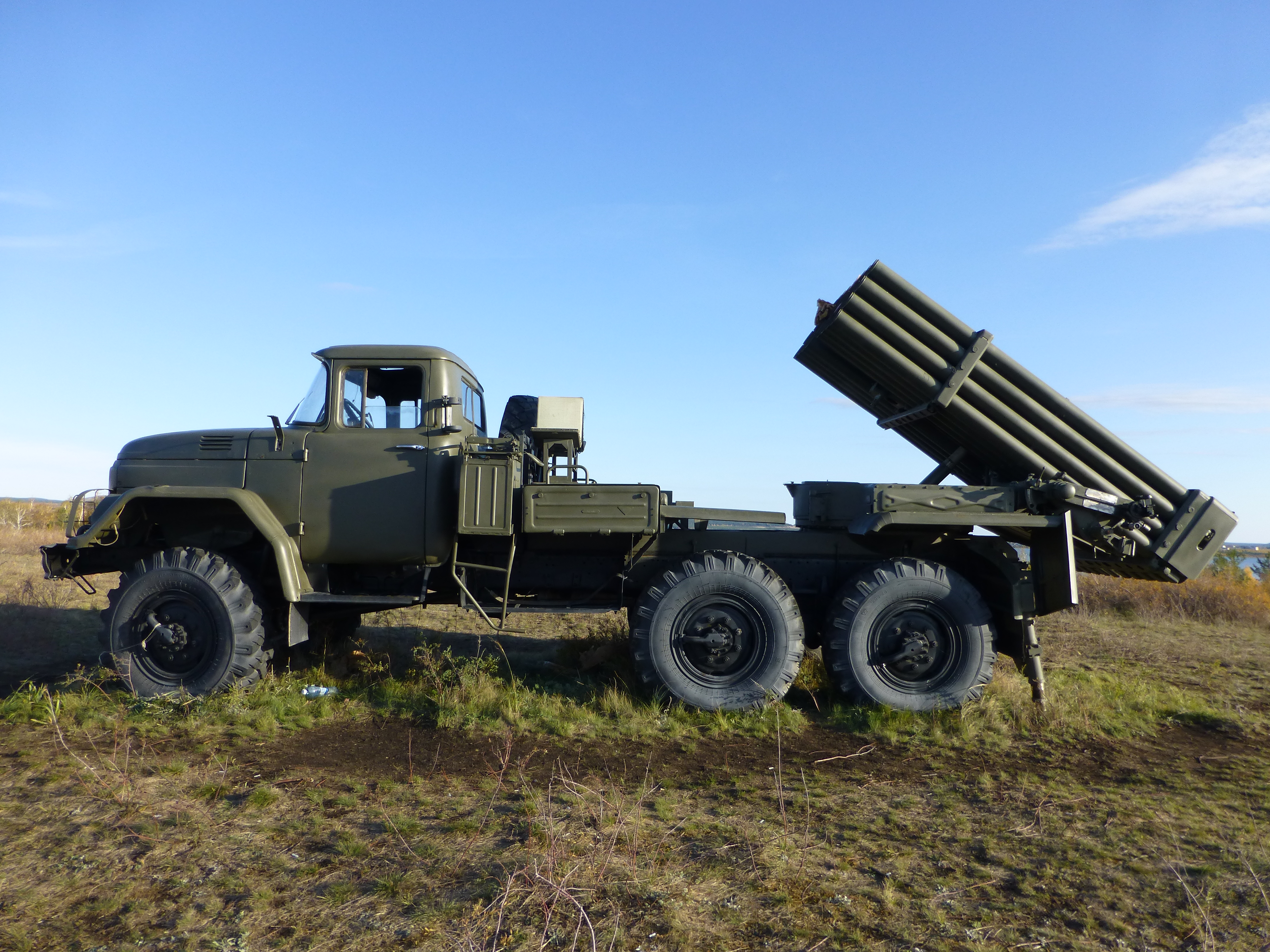
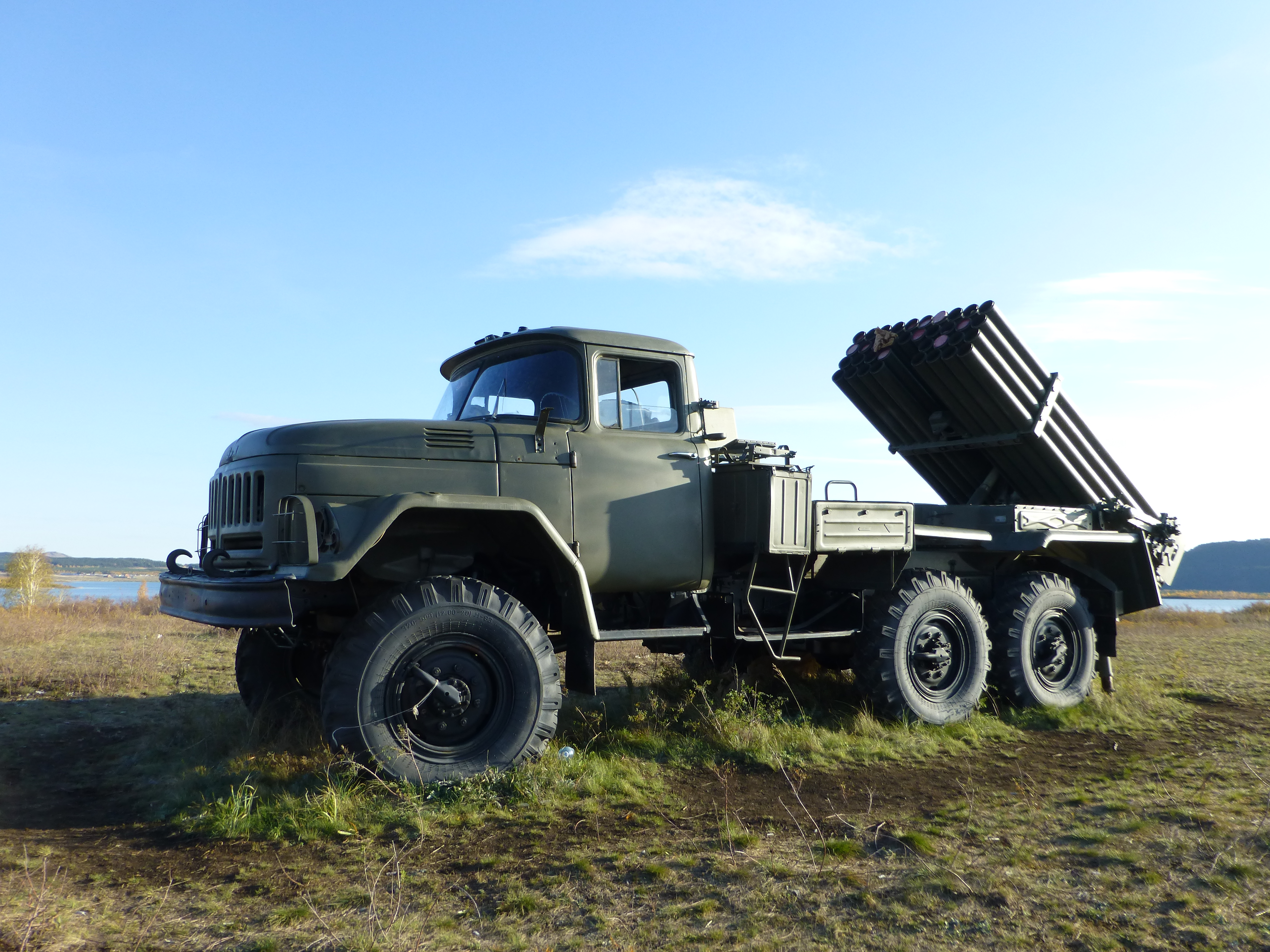
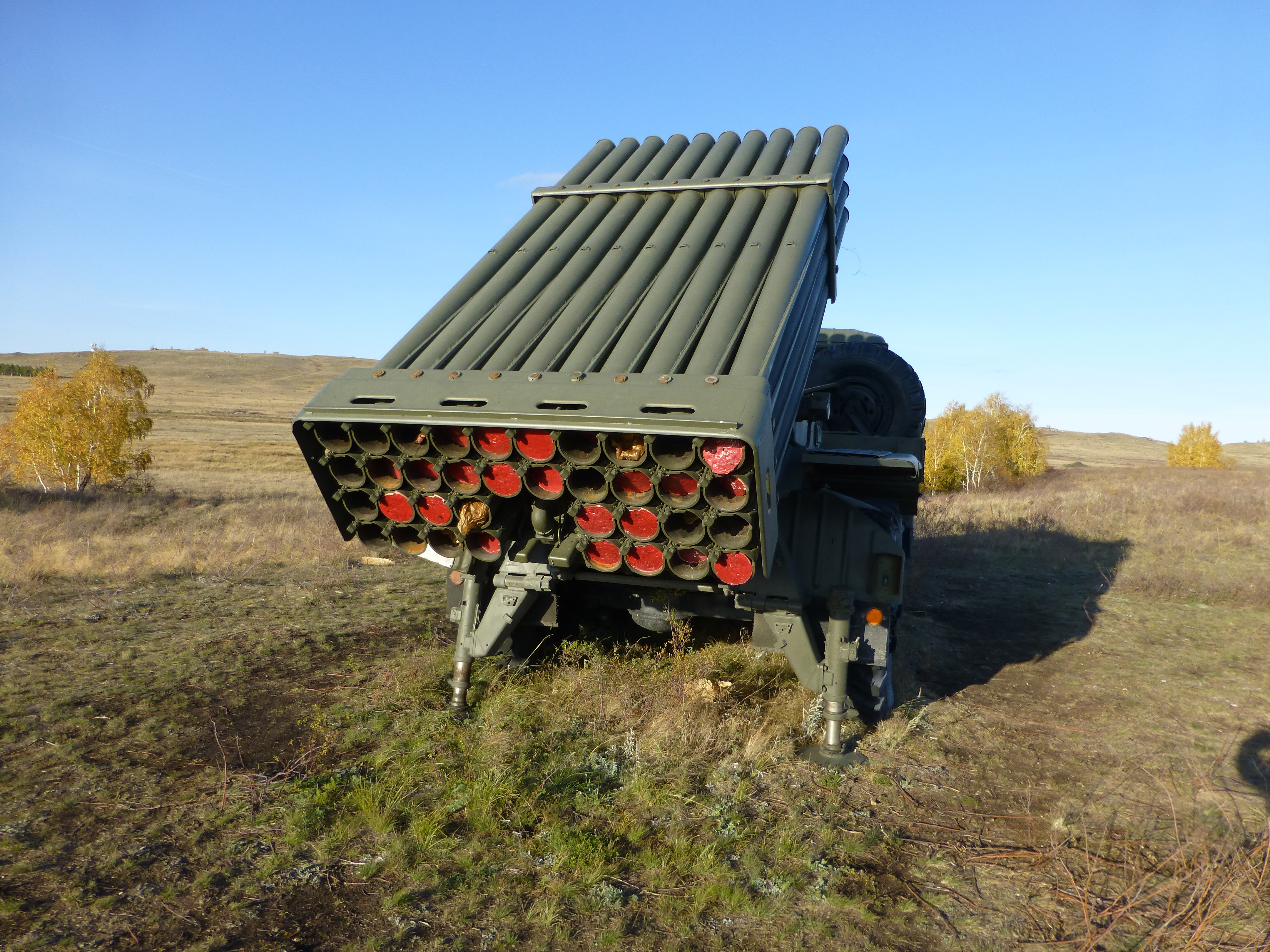
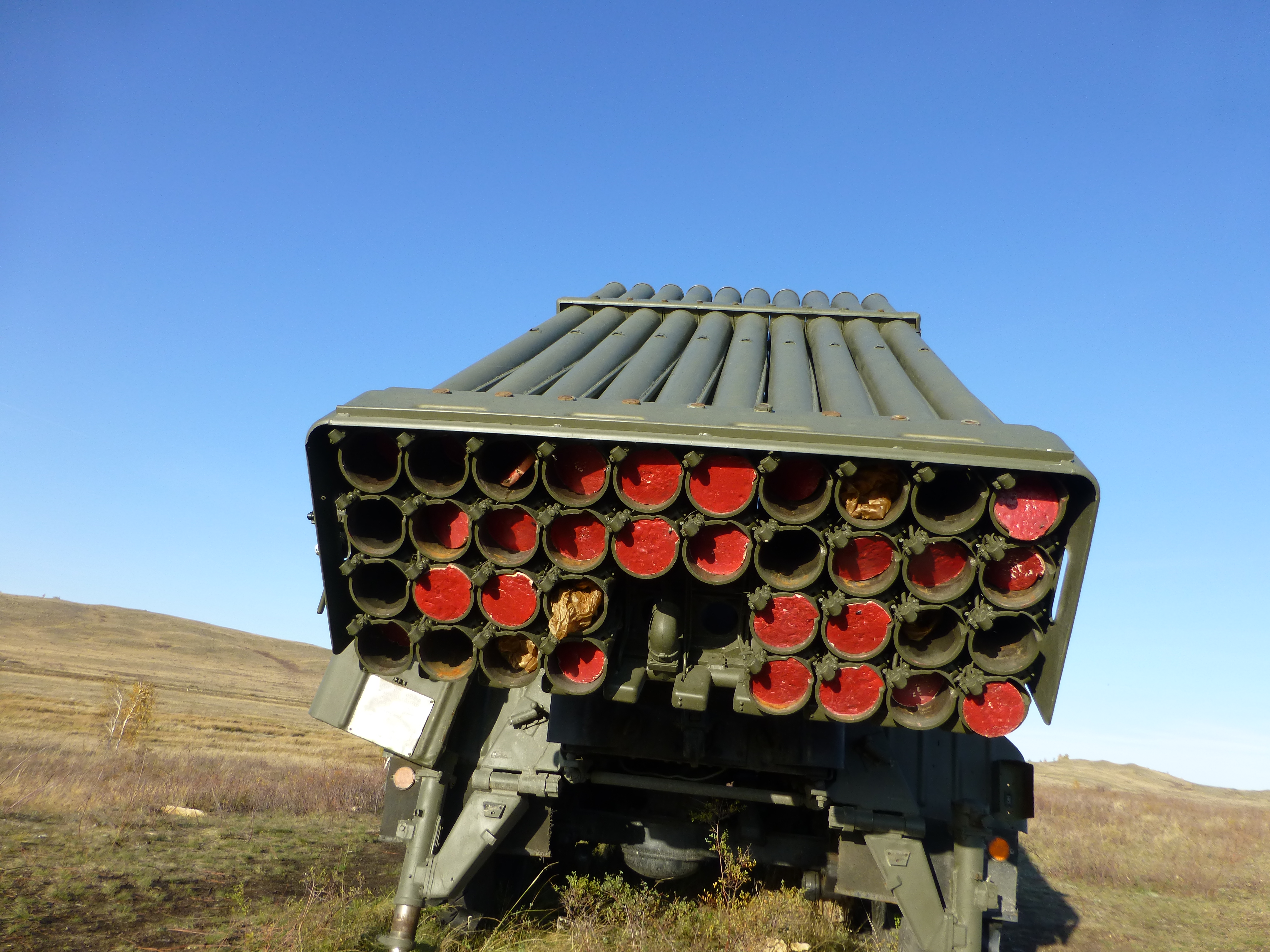
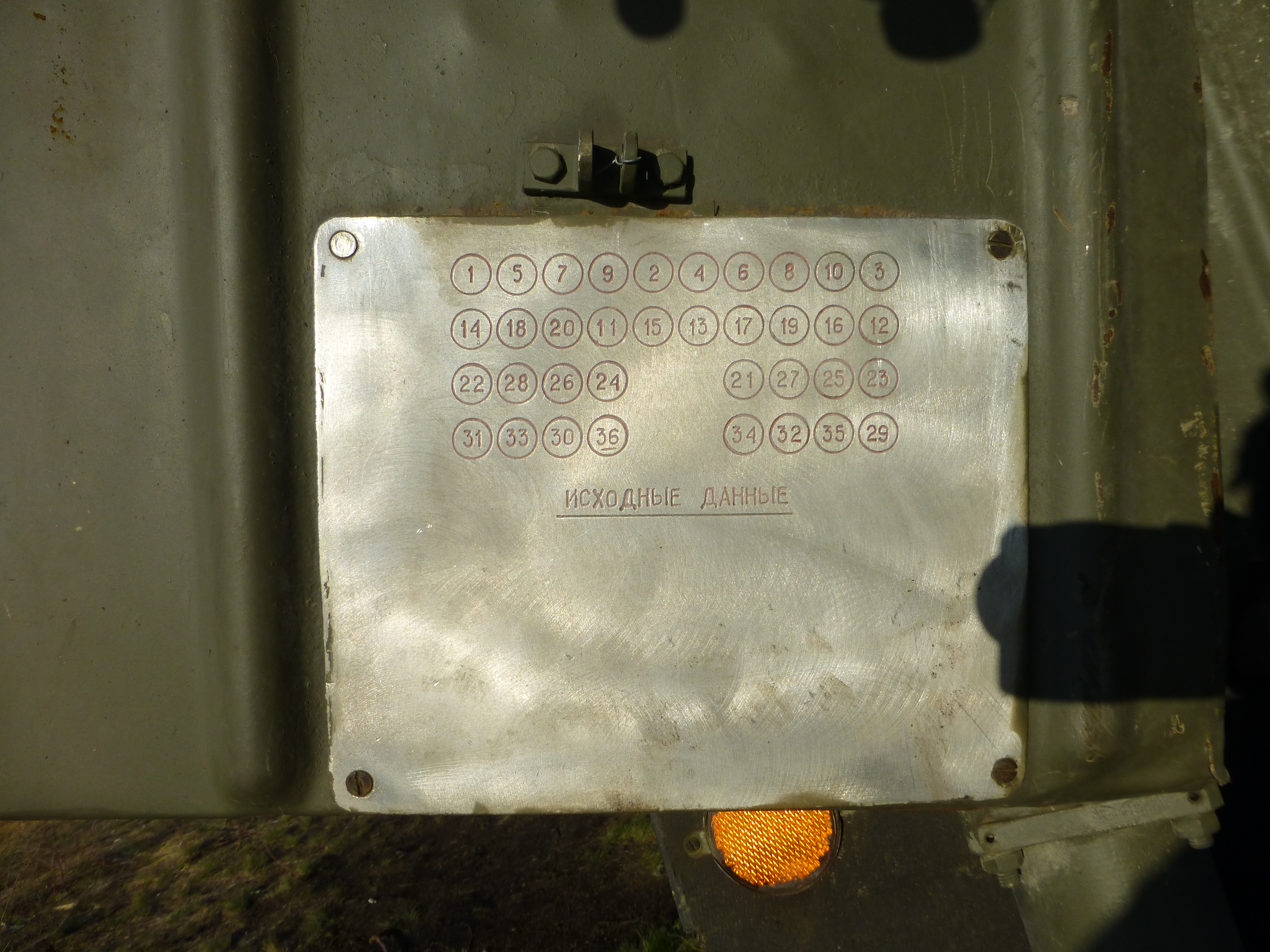
вид на таблицу направляющих с порядком отстрела снарядов